# Fannia pileatus
Fannia pileatus är en tvåvingeart som beskrevs av Xue, Wang och Li 2001. Fannia pileatus ingår i släktet Fannia och familjen takdansflugor. Inga underarter finns listade i Catalogue of Life.